# Yamatai
Le pays du Yamatai (邪馬台国, on'yomi : Yamatai-koku ou kunyomi : Yamato no kuni) (kyūjitai : 邪馬臺國, nom sino-japonais) est un ancien royaume de l'archipel japonais mentionné dans les chroniques chinoises, telle que le Histoire des Wa des annales de Wei (ja) (chinois : 魏志倭人傳, wèizhì wōrén yún, « Histoire des Wa des annales de Wei » ; japonais : Gishi wajin den (魏志倭人伝)) au sein des Chroniques des Trois Royaumes (années 280~290).

## Étymologie
Le nom de ce royaume est ordinairement lu « Yamatai », mais cette lecture est non seulement anachronique (la prononciation a évolué depuis le IIIe siècle), mais elle mélange plusieurs types de lectures sino-japonaises[Quoi ?]. En mandarin, une langue récente, on dit yamatai guo (chinois simplifié : 邪马台国 ; chinois traditionnel : 邪馬臺國 ; pinyin : yámǎtāi guó)

## Histoire
D'après ces textes, ce royaume était dirigé par une reine-prêtresse nommée Himiko (卑弥呼). Le royaume était censé dominer une trentaine d'autres petits royaumes qui auparavant se battaient tous entre eux. Himiko vivait coupée du monde, seul son frère pouvait l'approcher. Elle aurait reconnu l'autorité de la Chine qui lui offrit en retour 100 miroirs et 2 sabres, ce qui montre des relations diplomatiques avec l'empire chinois (elle eut le titre de Reine des Wa, amie du royaume chinois de Wei). Himiko serait morte en 248 et sa nièce Toyo (âgée de treize ans) serait alors montée sur le trône. Cependant, sous son règne, le royaume tomba au bord de la guerre civile.

## Localisation
L'emplacement du Yamatai est l'un des sujets les plus controversés concernant l'histoire japonaise. Les sources écrites concernant ce royaume ne permettent en effet pas de le localiser. Certains pensent que le royaume se trouverait dans le Kansai actuel, d'autres pensent qu'il se trouve au nord de l'île de Kyūshū (théorie peu populaire).

## Postérité
Dans le manga Phénix, l'oiseau de feu (1968), la reine Himiko est à la recherche du Phénix et une partie de l'histoire se déroule au Yamatai.
Dans le jeu vidéo Tomb Raider (2013) et son adaptation cinématographique de 2018, la recherche de Yamatai est la trame de fond et le début de l'intrigue. L'île est également au cœur des premiers numéros de la série de comics suivant le jeu.
Dans le jeu vidéo Golden Sun : Obscure aurore, une cité se nomme Yamata dont la culture fait référence au Japon. La prêtresse qui joint les héros dans l'histoire se nomme Himi, vraisemblablement une référence à Himiko.
Yamatai est le nom d'un jeu de société de Bruno Cathala et Marc Paquien, illustré par Jérémie Fleury, situé dans ce royaume, et paru en 2017.